# 市谷薬王寺町
市谷薬王寺町（いちがややくおうじまち）は、東京都新宿区の町名。「丁目」の設定のない単独町名である。住居表示は2023年（令和5年）11月6日に実施された。

## 地理
新宿区の中東部に位置する。町域北部は、市谷柳町に接する。東部は市谷加賀町に接する。南部は市谷仲之町・市谷本村町にそれぞれ接する。西部は河田町に接する。北西部は原町に接する（地名はいずれも新宿区）。ほぼ中央を外苑東通りが南北に縦貫する。この外苑東通り沿いには高層建造物や商店などが見られるが、道路から離れると住宅地となっている。ほかに寺院も見られる。

## 歴史
市ヶ谷村の一部で、当初は旗本萩原氏の屋敷地より元禄14年（1701年）に返納され薬王寺に給付、門前町を形成した。
正徳3年（1713年）に町奉行の支配となって市ヶ谷薬王寺前町と称した（現在の62～69番地周辺）。薬王寺が市ヶ谷薬王寺前町に加えられたのは明治5年で、このとき併せて蓮秀寺・長厳寺・浄栄寺・林松寺・妙典寺・長昌寺・市ヶ谷南寺町（現在の4番地周辺）と旗本久貝氏ほかの旗本屋敷・御先手組大繩地・東円寺墓所が加えられた。明治44年（1911年）に『前』の字が取られ、現行名の市谷薬王寺町となった。かつて陸軍大将児玉源太郎の自宅があった（35番地）。
2023年11月6日、従前の町名・町界を踏襲する形で住居表示を実施するが、この際市谷本村町及び市谷仲之町の一部を編入し、町域の極一部が河田町に編入される（いずれも道路のみ）。

### 地名の由来
地名は外苑東通りに面した30番地33番地にあった薬王寺という寺院に由来しているが、明治維新の時に廃寺となり、法灯は文京区大塚の護国寺に移された。現在当地に薬王寺という寺院はない。

## 世帯数と人口
2025年（令和7年）3月1日現在（新宿区発表）の世帯数と人口は以下の通りである。
- 世帯数 : 2,243世帯
- 人口 : 3,479人

### 人口の変遷
国勢調査による人口の推移。
| 年                 | 人口  |
| ------------------ | ----- |
| 1995年（平成7年）  | 2,297 |
| 2000年（平成12年） | 2,485 |
| 2005年（平成17年） | 2,855 |
| 2010年（平成22年） | 2,944 |
| 2015年（平成27年） | 3,291 |
| 2020年（令和2年）  | 3,445 |

### 世帯数の変遷
国勢調査による世帯数の推移。
| 年                 | 世帯数 |
| ------------------ | ------ |
| 1995年（平成7年）  | 1,096  |
| 2000年（平成12年） | 1,261  |
| 2005年（平成17年） | 1,690  |
| 2010年（平成22年） | 1,830  |
| 2015年（平成27年） | 2,105  |
| 2020年（令和2年）  | 2,188  |

## 学区
区立小・中学校に通う場合、学区は以下の通りとなる（2018年8月時点）。
- 区域 : 全域
  - 小学校 : 新宿区立牛込仲之小学校
  - 中学校 : 新宿区立牛込第一中学校

## 交通
町域内には鉄道駅はないが、南部には都営新宿線の曙橋駅が、北部には都営大江戸線の牛込柳町駅がそれぞれ利用可能な範囲にある。

## 事業所
2021年（令和3年）現在の経済センサス調査による事業所数と従業員数は以下の通りである。
- 事業所数 : 83事業所
- 従業員数 : 368人

### 事業者数の変遷
経済センサスによる事業所数の推移。
| 年                 | 事業者数 |
| ------------------ | -------- |
| 2016年（平成28年） | 83       |
| 2021年（令和3年）  | 83       |

### 従業員数の変遷
経済センサスによる従業員数の推移。
| 年                 | 従業員数 |
| ------------------ | -------- |
| 2016年（平成28年） | 451      |
| 2021年（令和3年）  | 368      |

## 史跡
- 長昌寺（泰国山）（12番）
曹洞宗の寺。
- 蓮秀寺（久栄山）（22番）
日蓮宗の寺。
- 浄栄寺（覚雲山）（27番）
浄土真宗の寺。
- 長巌寺　（25番）
真宗大谷派の寺。
- 銀杏坂
市谷加賀町2丁目の方から薬王寺商店街へ下る、町中央にある坂。かつて、この坂の北側にあった久貝因幡守（くかいいなばのかみ）の邸内に銀杏稲荷と呼ばれた神社があり、神木に銀杏の大木があったことが由来となっている。

## 催事
- 商交まつり　ワゴンセール、大道芸、ビンゴゲームなど

## 出身・ゆかりのある人物
- 山田喜之助（弁護士、政治家・衆議院議員） - 東京代言人組合会長、司法次官を歴任。大阪府人で、市谷薬王寺前町に居住していた。
- 児玉源太郎 - 自邸があり、日比谷焼討事件 時には当家も襲撃された。「児玉坂通り」に名を遺す。

## その他

### 日本郵便
- 郵便番号 : 162-0063[3]（集配局 : 牛込郵便局[16]）。